# Classics (album de Screwball)
Pour les articles homonymes, voir Classics.
Albums de Screwball
Screwed Up
(2004)
Classics est une compilation de Screwball, sortie le 13 décembre 2007.

## Liste des titres
| No  | Titre                | Durée |
| --- | -------------------- | ----- |
| 1.  | Right Here           | 4:05  |
| 2.  | Take It There        | 3:24  |
| 3.  | Where U at?          | 4:04  |
| 4.  | Brown Paper Bag      | 2:54  |
| 5.  | F.A.Y.B.A.N.         | 3:05  |
| 6.  | New Member Interlude | 0:13  |
| 7.  | Celebrity Stick Up   | 2:22  |
| 8.  | Too High Too Low     | 3:15  |
| 9.  | U Know We Keep It    | 3:34  |
| 10. | Torture              | 2:55  |
| 11. | Seen It All          | 3:47  |
| 12. | Said It Be 4         | 2:25  |
| 13. | Moves to Make        | 3:20  |
| 14. | My Niggas            | 3:09  |
| 15. | Fuck Ya'll           | 2:23  |
| 16. | Who Shot Rudy        | 3:23  |
| 17. | Hostyle              | 3:16  |
| 18. | Outro                | 0:10  |